# Кубические простые числа
Кубические простые числа — это простые числа, которые являются решением одного из двух кубических уравнений третьей степени от переменных x и y. Первая пара таких уравнений:
{\displaystyle p={\frac {x^{3}-y^{3}}{x-y}},\ x=y+1,\ y>0}
и первые несколько таких кубических простых чисел:
7, 19, 37, 61, 127, 271, 331, 397, 547, 631, 919, 1657, 1801, 1951, 2269, 2437, 2791, 3169, 3571, 4219, 4447, 5167, 5419, 6211, 7057, 7351, 8269, 9241, 10267, 11719, 12097, 13267, 13669, 16651, 19441, 19927, 22447, 23497, 24571, 25117, 26227, …
Такие числа могут быть переписаны в виде {\displaystyle {\tfrac {(y+1)^{3}-y^{3}}{y+1-y}}}, что можно упростить до {\displaystyle 3y^{2}+3y+1}. Это выражение как раз определяет центрированные шестиугольные числа; таким образом, все эти кубические простые числа являются центрированными шестиугольными.
К январю 2006 наибольшее известное такое число имело 65 537 знаков, где {\displaystyle y=100000845^{4096},} было найдено Йенсом Крузом Андерсеном (Jens Kruse Andersen).
Второе уравнение:
{\displaystyle p={\frac {x^{3}-y^{3}}{x-y}},\ x=y+2,\ y>0,}
упрощается до {\displaystyle 3y^{2}+6y+4}. При подстановке {\displaystyle y=n-1} его можно переписать как {\displaystyle 3n^{2}+1,\ n>1}.
Несколько первых кубических чисел этого вида:
13, 109, 193, 433, 769, 1201, 1453, 2029, 3469, 3889, 4801, 10093, 12289, 13873, 18253, 20173, 21169, 22189, 28813, 37633, 43201, 47629, 60493, 63949, 65713, 69313, …